# Sa'dah
Sa'dah este un oraș din Yemen. În 2004 avea o populație de 695.033 locuitori. Este capitala governatoratului Sa`dah.